# 김태영 (성우)
김태영(1982년 11월 10일 ~ )은 한국의 남자 성우다. 한국방송 성우극회 소속 2007년 대교방송 성우극회 공채5기로 입사했으나 한국방송 성우극회 공채 33기로 이전 입사했다.

## 출연작품

### TV 애니메이션
- 록맨 에그제 비스트 플러스 (애니맥스) - 제로
- 블리치 (애니맥스) - 우르키오라 쉬퍼

### 극장용 애니메이션
- 무림일검의 사생활 (SBS)
- 엄마찾아 삼만리 극장판 (카툰네트워크) - 메키네스

### 외화

#### 드라마
- 닥터 후 (KBS) - 토드
- 스캔들 (KBS) - 설리번 (웨스 브라운)
- 오펀 블랙 시즌 1, 2 (KBS) - 폴 디어든 (딜런 브루스)
- 슈파닌자 (니켈로디언)

#### 영화
- 트와 일라잇: 이클립스 (KBS) - 제이콥 (테일러 로트너)
- 노트북 (KBS) - 노아 (라이언 고슬링)
- 캐리비안의 해적: 블랙 펄의 저주 (KBS) - 윌 터너 (올랜도 블룸)
- 캐리비안의 해적: 망자의 함 (KBS) - 윌 터너 (올랜도 블룸)
- 캐리비안의 해적: 세상의 끝에서 (KBS) - 윌 터너 (올랜도 블룸)
- 엘 시크레토: 비밀의 눈동자 (KBS) - 시코라
- 레터스 투 줄리엣 (KBS) - 로렌조 손자(스테파노 게르니)
- 아이언 맨2 (KBS) - 자비스 (폴 베타니)
- 배트맨 (KBS) - 로렐리 (에드윈 크레이그)
- 마이너리티 리포트 (KBS) - 윌리 (다니엘 런던)
- 다빈치 코드 (KBS) - 프랑스 경찰(리오넬 기 브레몽) / 기자(세스 게이블) / 버스 승객(셰인 자자)
- 빅 피쉬 (KBS) - 윌 블룸 (빌리 크루덥)
- 아무르 (KBS) - 경찰(장-미셸 먼록)

### 내레이션
- 생로병사의 비밀 (KBS) (2013.05.15 ~ 내레이션)
- JIBS 특집 제주의 오름 이야기 (제주국제자유도시방송) (2018.03.25) - 내레이션
- 다큐공감 253회 : 청춘 도전 나는 오늘도 무인도로 간다 (KBS1) (2018.06.02) - 내레이션
- 다큐 플러스 24회 : 태양, 새로운 지구를 밝힌다 (JTBC) (2018.08.12) - 내레이션
- 다큐 세상 - 휴가, 당신에게 주어진 오사시스 (KBS1) (2018.08.20) - 내레이션

### 방송
- 아름다운 동행 (MBC)

### 게임
- 리그 오브 레전드 - 문도 박사, 자르반 4세
- 던전 앤 파이터 - 다크나이트, 일섬, 레노
- 삼국지를 품다 - 유비
- 아이온 - 마법사

### 라디오 드라마

#### KBS
연속낭독 (KBS 3라디오)
- 2011.06.15 ~ 2011.07.14 이재강 <인도 긇다> (낭독)

소설극장 (KBS 3라디오)
- 2008.01.15 ~ 2008.04.20 최인호 <겨울 나그네> (노인 / 학생 / 수위)
- 2008.04.21 ~ 2008.07.28 이경자 <혼자 눈 뜨는 아침> (종업원 / 택시기사 / 재혁)
- 2008.07.29 ~ 2008.09.22 김탁환 <열하광인> (내관 / 손무재 / 박제가 / 동기협)
- 2008.09.23 ~ 2008.11.14 이선미 <내사랑 원더우먼> (남자 / 큰형부 / 현 주임)
- 2008.11.15 ~ 2009.01.22 김하인 <아침인사> (박재우)
- 2009.01.23 ~ 2009.10.01 이병주 <지리산> (권창혁 / 이홍설 / 하라다 교장 / 김상태 / 무나카와 / 이봉관 / 고완석 외)
- 2009.10.02 ~ 2009.11.29 신경숙 <리진> (콜랭)
- 2009.11.30 ~ 2010.01.05 김  훈 <남한산성> (이성구)

라디오 극장 (KBS 한민족 방송)
- 2008.07.01 ~ 2008.07.31 김려령 <완득이> (직원 / 외국인 / 기사)
- 2008.09.01 ~ 2008.09.30 조창인 <등대지기> (의사 / 은별 부)
- 2009.01.01 ~ 2009.01.31 리지명 <삶은 어디에> (최문기 / 남1)
- 2009.02.01 ~ 2009.02.28 김주영 <아라리 난장> (배완호 / 중개인 / 안내인)
- 2009.04.01 ~ 2009.04.30 이문열 <황제를 위하여> (교수 / 윤산인 / 동백선 / 경찰3 / 금룡교주)
- 2009.05.01 ~ 2009.05.31 신경숙 <엄마를 부탁해> (균이)
- 2009.06.01 ~ 2009.06.30 송은일 <사랑을 묻다> (오장호)
- 2009.07.01 ~ 2009.07.31 심  훈 <상록수> (나카무라 / 정근)
- 2009.08.01 ~ 2009.08.31 이상민 <빨간 자전거> (한상혁)
- 2009.09.01 ~ 2009.09.30 강인수 <어부의 노래> (사관)
- 2009.10.01 ~ 2009.10.31 현진건 <무영탑> (경신)
- 2009.11.01 ~ 2009.11.30 윤지강 <난설헌, 나는 시인이다> (유성룡)
- 2009.12.01 ~ 2009.12.31 김정현 <고향 사진관> (친구)
- 2010.03.01 ~ 2010.03.31 이덕일 <이회영과 젊은 그들> (이석영)

라디오 독서실 (KBS 2라디오)
- 2008.03.30 오수연 <길> (남자)
- 2008.04.13 권지예 <바람의 말> (산악회원1)
- 2008.04.27 김유정 <봄봄> (뭉태)
- 2008.06.15 최인훈 <광장> (형사)
- 2008.10.26 오정희 <유년의 뜰> (선생님)
- 2008.11.23 김연수 <내겐 휴가가 필요해> (기자)
- 2008.12.07 이윤설 <팔도모창가수왕> (지배인)
- 2009.01.11 김금희 <너의 도큐먼트> (채권자)
- 2009.02.01 진보경 <호모 리터니즈> (직원2)
- 2009.02.08 김연수 <산책하는 이들의 다섯가지 즐거움> (친구)
- 2009.02.22 은희경 <아름다움이 나를 멸시한다> (친구)
- 2009.03.01 선우휘 <불꽃> (현父)
- 2009.0.308 박상우 <인형의 마을> (이재명)
- 2009.03.15 조해진 <그리고, 일주일> (L기자)
- 2009.04.05 현기영 <순이 삼촌> (군인)
- 2009.04.26 정미경 <성스러운 봄> (부장)
- 2009.06.07 문순태 <철쭉제> (최씨)
- 2009.06.21 차범석 <산불> (사병1)
- 2009.06.28 염승숙 <채플린, 채플린> (장내아나운서)
- 2009.07.05 김정한 <사하촌> (중)
- 2009.08.02 셰익스피어 <한여름밤의 꿈> (드미트리우스)
- 2009.08.09 윤대녕 <은어낚시통신> (진행요원)
- 2009.08.30 이기호 <햄릿 포에버> (햄릿)
- 2009.09.06 편혜영 <토끼의 묘> (담당자)
- 2009.09.13 윤후명 <별을 사랑하는 마음으로> (의사)
- 2009.10.18 한수산 <미지의 새> (남자2)
- 2009.11.08 박민규 <근처> (호기)
- 2009.11.15 김지숙 <스미스> (직장상사)
- 2009.11.22 김경욱 <신에게는 손자가 없다> (분대장)
- 2009.11.29 전성태 <이미테이션> (국사 선생님)
- 2009.12.06 이  홍 <50번 도로의 룸미러> (기자)
- 2009.12.13 백가흠 <그리고 소문은 단련된다> (친정동생)
- 2009.12.20 윤영선 <여행> (정만식)
- 2009.12.27 김  훈 <화장> (정철수)
- 2010.01.10 박성원 <얼룩> (운전기사)
- 2010.01.31 김나정 <여기서 먼가요> (남자)
- 2010.03.14 김인숙 <안녕, 엘레나> (친구)
- 2010.05.16 김영하 <사진관 살인사건> (정명식)
- 2010.05.30 김명화 <돐날> (성기)
- 2010.09.19 이윤기 <손님> (아버지)
- 2011.01.02 이호철 <나상> (형)

KBS 무대 (KBS 한민족 방송)
- 2008.06.21 다방과 다방사이
- 2008.07.19 호접몽
- 2008.11.01 바다로 간 달팽이 (수리공)
- 2008.12.06 투명인간 (친구3)
- 2008.12.13 기생 월향 - 사단칠정 살인사건 (하인2)
- 2009.01.10 다이, 하드
- 2009.02.21 소풍 (남자2)
- 2009.02.28 살아남은 이의 슬픔	(성훈)
- 2009.03.21 외로움은 소리에 민감하다 (영철)
- 2009.04.04 모퉁이 (인부2)
- 2009.04.11 당신의 의미 (송세민)
- 2009.09.26 김부식의 낮잠 (최조교)
- 2009.10.17 일몽 주막 (돌이)
- 2009.12.26 보라코끼리가 간다 (동희)
- 2010.04.17 내게도 사랑이 (민호)
- 2010.06.12 여자의 쪽배 (자경)
- 2011.08.13 별이 빛나는 밤에 (승주)

대한민국 경제실록 (KBS 1라디오)
- 2010.04.19 ~ 2010.07.20 제1화 IMF가 있었다 (오인환)

다큐멘터리 역사를 찾아서 (KBS 1라디오)
- (연기)

건강 365 (KBS 3라디오)
- 2009.01.02 ~ 2009.12.31 <365 건강 뉴스> (콩트 연기 / 뉴스 낭독)

특집기획 라디오 다큐멘터리, 라디오 드라마 (KBS)
- 2008.06.22 6.25 특집, 우리는 재일학도의용군입니다. (제일동포 청년)
- 2009.01.01 한민족 방송 2009년 신년 특별기획 <박서희 대한민국에서 새로운 꿈을 꾸다> (남자)
- 2009.03.03 공사창립 36주년 특집 다큐멘타리 <사랑을 나누는 탈북자들 또 하나의 등불이 되다> (남자)
- 2009.04.13 대한민국 임시 정부 수립 90주년 기념 특집 다큐멘터리 <임정비화, 대한민국을 만든 사람들> (조소항)

#### 여수 MBC
여수 MBC 창사 40주년 특집 드라마 <보리밭에 달이 뜨고> (여수 MBC)
- 2010.08.16 01부 - 1909년, 천형(天刑)의 족쇄를 풀다 (윌리 포사이드)
- 2010.08.17 02부 - 조선 한센인의 형제, 닥터 윌슨 (최흥종)
- 2010.08.18 03부 - 손수레 탄 나환자들의 아버지, 최흥종 (최흥종)
- 2010.08.19 04부 - 애양원, 그 약속의 땅을 찾아서 (국장)
- 2010.08.20 05부 - 슬픈 사슴의 섬, 소록도 (환자)
- 2010.08.23 06부 - 청년 이춘상, 일제의 심장을 겨누다 (사토)
- 2010.08.24 07부 - 화해의 순교자, 손양원 (아버지)
- 2010.08.25 08부 - 혼돈을 넘어 정착의 땅으로 (이장로)
- 2010.08.26 09부 - 오마도의 진실 (박수남)
- 2010.08.27 10부 - 광기의 시대, 한센인 학살 사건 (이종규)

### 드라마CD
- 더 자라 vol.17 (夜海(밤바다))

### CF
- 현대자동차 그랜저
- SK텔레콤 연결의 힘
- 코웨이
- 이케아
- 하루야채
- 영웅 for kakao
- 메치니코프
- 길리안
- SK텔레콤 스마트빔
- 소니 알파 NEX 5T
- 헌혈 캠페인
- 세이코 GPS SOLAR
- FJ
- 에이글
- 베가 레이서
- 스카이베가 LTE
- 네스카페 돌체구스토
- 현대자동차 새로운 생각 편
- 신한은행
- 현대자동차 i40 salon
- 현대자동차 i40

## 수상경력
- 2009 KBS 라디오 연기대상 남자 신인상